# Vườn quốc gia Bidoup – Núi Bà
Vườn quốc gia Bidoup – Núi Bà là một vườn quốc gia nằm ở trung tâm cao nguyên Lâm Viên, trên địa bàn huyện Lạc Dương và Đam Rông, tỉnh Lâm Đồng, cách thành phố Đà Lạt 35 km theo tỉnh lộ 723. Nơi đây được mệnh danh là "Mái nhà Tây Nguyên"
Được thành lập vào năm 2004, tên của nó được ghép từ tên của hai đỉnh núi cao nhất của cao nguyên Lâm Viên là Bidoup (2.287 mét, đỉnh cao nhất Lâm Đồng) và Núi Bà (2.167 mét). Đây là một trong số những vườn quốc gia lớn nhất Việt Nam. Năm 2015, vườn quốc gia là một phần của khu dự trữ sinh quyển Langbiang được UNESCO công nhận.

## Truyền thuyết
"Bidoup" theo tiếng Cơ Ho có nghĩa là "Người đang nằm". Chuyện kể rằng, xưa kia Bidoup và Núi Bà là hai cô cháu. Bidoup là cháu còn Núi Bà là cô. Hai người sống bên nhau và người cô luôn lo lắng, chăm sóc cho cháu.
Càng ngày người cháu càng lớn, lớn mãi không ngừng, cao lớn hơn cả cô nên người cô bảo: "Thôi cháu hãy nằm xuống đi, chứ to cao thế này mà cứ đứng thì chạm vào ông trời mất". Thế là người cháu nằm xuống, và trở thành đỉnh Bidoup như ngày nay. 

## Địa lý
Vườn quốc gia nằm từ 12°00'00" đến 12°30'00" vĩ độ Bắc và 108°35'00" đến 108°75'00" kinh độ Đông với độ cao dao động từ 1.400 - 2.287 mét. Tổng diện tích của vườn quốc gia là 64.800 ha trong đó bao gồm 3 phân khu là: Phân khu bảo vệ nghiêm ngặt (28.731 ha); Phân khu phục hồi sinh thái (36.059 ha); Phân khu hành chính dịch vụ (10 ha).

## Mô tả
Vườn quốc gia nằm trong vùng sinh thái dãy núi Trường Sơn bao gồm hai kiểu rừng là rừng lá kim và rừng thường xanh. là nơi ghi nhận có hơn 1933 loài thực vật có mạch, trong đó có 96 loài đặc hữu và 62 loài quý hiếm được liệt kê trong Sách Đỏ IUCN năm 2009. Hơn 14 loài trong tổng số 33 loài cây lá kim ở Việt Nam có mặt tại đây, trong đó có nhiều loài đặc hữu và quý hiếm như Thông hai lá dẹt (loài được biết đến như là hóa thạch sống), Thông lá dài, thông đỏ, Sam hạt đỏ lá dài, Phong lan cùng nhiều loài nấm..
Về động vật, đây là nơi sinh sống của 441 loài động vật có xương sống, 32 loài được liệt kê trong Sách Đỏ IUCN bao gồm nhiều loài động vật quý hiếm như Cu li chậm lùn, Chà vá chân đen, Vượn đen má vàng Nam, vượn má hung, Gấu ngựa, Sói đỏ, Bò tót, Tì linh..Nằm giữa vùng chim đặc hữu Tây Nguyên, vườn quốc gia còn là nơi sinh sống hẹp của Trĩ sao, Trèo cây mỏ vàng, Khướu đầu đen, Khướu đầu xám, Khướu đầu đen má xám, Khướu mỏ dài và Sẻ thông họng vàng.

## Đe dọa
Nằm ở độ cao gần 2000 mét, đỉnh Hòn Giao quanh năm mây mù bao phủ là nơi thích hợp cho những loài thực vật đặc hữu của Việt Nam phát triển, đặc biệt những loài lan quý hiếm mọc khắp trên những thân cây cổ thụ. Tình trạng thu hái và tìm kiếm những cây phong Lan quý hiếm vẫn ngày gia tăng khiến các loài Lan tại đây đang ngày một khan hiếm.
Mặt khác, hiện tượng du canh du cư đốt than hoa và những trận cháy rừng đã và đang làm mất đi một phần diện tích rừng, làm ảnh hưởng tới chức năng kinh tế và hủy hoại đa dạng sinh học tại đây. Hơn nữa, việc lấn chiếm đất rừng trái phép để trồng cà phê và tập quán săn bắt thú rừng của người dân bản địa cũng tạo ra những thách thức trong công tác bảo tồn ở vườn quốc gia.